# دانشگاه هیتیت

دانشگاه هیتیت (ترکی استانبولی: Hitit Üniversitesi) دانشگاهی در چوروم ترکیه است که در سال ۲۰۰۶ تأسیس شد. این دانشگاه قبل از تبدیل به یک دانشگاه مستقل به دانشگاه غازی وابسته بود و واحدهای آموزشی موجود وابسته به این دانشگاه تازه تأسیس در سال ۲۰۰۶ بود.
سیستم اتوماسیون کتابخانه این دانشگاه کاربران را قادر می‌سازد تا کاتالوگ دانشگاه را اسکن کنند یا از پایگاه‌های داده آنلاین از طریق صفحه وب دانشگاه هیتیت بدون مراجعه به کتابخانه استفاده کنند.